# Eddie Johnson (giocatore di football americano)
Eddie J. Johnson (Albany, 3 febbraio 1959 – Cleveland, 21 gennaio 2003) è stato un giocatore di football americano statunitense che ha militato nel ruolo di linebacker nella National Football League (NFL).

## Carriera
Johnson fu scelto dai Cleveland Browns nel corso del settimo giro (187º assoluto) del Draft NFL 1981. Con essi giocò per tutta la carriera fino al 1990, venendo soprannominato "The Assassin" per i suoi tackle particolarmente duri. Morì nel 2003 dopo una battaglia di due anni con il cancro al colon.